# Liste des estampes de Raoul Ubac
La liste des estampes de Raoul Ubac couvre l'activité de Raoul Ubac dans le domaine de la gravure, de la lithographie et de l'empreinte d'ardoise des années 1940 à 1985.  

## Historique
C'est essentiellement à partir des années 1950 que Raoul Ubac réalise des gravures et des lithographies, notamment pour la revue Derrière le miroir à l'occasion de ses expositions présentées à la galerie Maeght.
Les livres illustrés de Raoul Ubac, catalogue raisonné établi par Christian Nicaise recense 59 ouvrages ou revues illustrés par Raoul Ubac entre 1935 à 1985 de photographies, dessins, gravures, burins et eaux-fortes, lithographies, bois gravés, ardoises taillées reportées sur pierres lithographiques, empreintes d’ardoises gravées et linogravures.

## Liste non exhaustive des estampes de Raoul Ubac
Les dimensions indiquées sont celles des feuilles pour les estampes, des livres pour les illustrations.
- 1938

Gravure
- 1949

Jean Lescure, Les Falaises de Taormina, 6 hors texte de Raoul Ubac, Éditions Rougerie, 200 exemplaires
- 1950

« Raoul Ubac », Derrière le miroir, n° 34, texte d'André Frénaud, 3 lithographies, 38 × 28 cm, Maeght éditeur
Affiche Ubac, galerie Maeght, lithographie, 66 × 51 cm, Maeght éditeur
André Frénaud, Énorme figure de la déesse Raison, lithographie de Raoul Ubac, Alain Trutat
- 1952

Empreinte d'ardoise 2, monotype, 24,5 × 18,5 cm
Empreinte d'ardoise 3, monotype, 18,5 × 25 cm
- 1953

Sans titre, empreinte d'ardoise gravée, 14,5 × 21 cm
Kleiner Reiter, monotype, 48 × 31 cm
- 1955

« Raoul Ubac », Derrière le miroir, n° 74-76, textes d'Yves Bonnefoy, Georges Limbour et Jean Bazaine, 3 lithographies, 38 × 28 cm, Maeght éditeur
Affiche Ubac, galerie Maeght, lithographie, 67,5 × 48 cm, Maeght éditeur
Arbres et pierres I, lithographie, 38 × 56 cm, 150 exemplaires, Maeght éditeur
Arbres et pierres II, lithographie, 56 × 38 cm, Maeght éditeur
Arbres et pierres III, lithographie, 86,5 × 66 cm, 150 exemplaires, Maeght éditeur
- 1956

« Galerie Maeght, 10 ans d'édition », Derrière le miroir, n° 92-93, bois gravé en couverture, 38 × 28 cm, Maeght éditeur
Affiche Galerie Maeght, 10 ans d'édition, bois gravé, 52 × 75 cm, Maeght éditeur
Sans titre, bois gravé, 24 × 25 cm, 25 exemplaires
Empreinte d'ardoise 5, monotype, 49,5 × 63,5 cm
Jean-Clarence Lambert, Anthologie de la poésie suédoise, gravure sur bois de Raoul Ubac, 22 × 17 cm, éditions Falaize
- 1957

André Frénaud, Pauvres petits enfants, poèmes, gravure sur bois de Raoul Ubac, PAB, Alès
André Frénaud, Le Château et la Quête du poème, poèmes, gravure sur bois de Raoul Ubac, PAB, Alès
- 1958 :

« Raoul Ubac », Derrière le miroir, n°105-106, poème d'Yves Bonnefoy, 9 lithographies, 38 × 28 cm, Maeght éditeur
Affiche Ubac, Galerie Maeght, lithographie, 44 × 66 cm, Maeght éditeur
Figure, lithographie, 65 × 50 cm, 75 exemplaires, Maeght éditeur
Pierres, eau-forte, 8,5 × 6,5 cm, 50 exemplaires, Maeght éditeur
Sans titre, lithographie, 31 × 24 cm, lithographie pour la revue XXe siècle
Sans titre, lithographie, 51 × 32,5 cm
Yves Bonnefoy, Pierre écrite, poèmes, 10 ardoises gravées reportées sur pierres lithographiques par l'artiste, 40 × 29 cm, 125 exemplaires, Maeght éditeur
Paul Pörtner, Schattensteine, poèmes, une empreinte d'ardoise gravée de Raoul Ubac, Wuppertal
- 1959.

Pierre écrite, lithographie, 51,5 × 65,5 cm
Empreinte d'ardoise 4, monotype, 37,5 × 50 cm
Empreinte d'ardoise 6, monotype, 37,5 × 49,5 cm
Empreinte d'ardoise 7, monotype, 37 × 49 cm
André Frénaud, Die Herberge im Heiligtum, (L'Auberge dans le sanctuaire), choix de poèmes traduits en allemand par Paul Pörtner, 6 bois gravés de Raoul Ubac, 29 × 22 cm, 150 exemplaires, galerie Parnass, Wuppertal
- 1960

Petit gel, lithographie, 65,5 × 50,5 cm
- 1961.

« Raoul Ubac », Derrière le miroir, n° 130, textes de Francis Ponge et Pierre Volboudt, 7 lithographies, 38 × 28 cm, Maeght éditeur
Affiche Ubac, Galerie Maeght, lithographie, 66 × 50 cm, Maeght éditeur
Formes groupées I, lithographie, 42 × 34 cm,150 exemplaires, Maeght éditeur
Traces dans la neige, lithographie, 20,5 × 16,5 cm, 90 exemplaires, Maeght éditeur
Torse, lithographie, 38 × 28 cm, 90 exemplaires, Maeght éditeur
André Frénaud, Pour l'office des morts, poèmes, 4 gravures sur bois de Raoul Ubac, PAB, Alès
- 1962

Enfantines, lithographie, 90 × 59,5 cm, 75 exemplaires, Maeght éditeur
Petit gel, lithographie, 64,5 × 50 cm, 75 exemplaires, Maeght éditeur
Christian Dotremont, Ancienne éternité, poèmes, 5 gravures au burin de Raoul Ubac, 27 × 18 cm, 150 exemplaires, Maeght éditeur
Pierre-André Benoit, À feu nu, 10 gravures sur bois de Raoul Ubac, PAB, Alès
- 1963

Lucien Scheler, Lisières du devenir, poèmes, 7 eaux-fortes de Raoul Ubac, 90 exemplaires, Jean Hugues
- 1964

« Raoul Ubac », Derrière le miroir, n ° 142, texte d'Yves Bonnefoy, 8 lithographies, 38 × 28 cm, Maeght éditeur
Limites, lithographie, 38 × 28 cm,  75 exemplaires, Maeght éditeur
Traces, lithographie, 38 × 28 cm, 75 exemplaires, Maeght éditeur
Le champ à l'arbre, lithographie, 38 × 28 cm, 75 exemplaires, Maeght éditeur
Buisson rouge et bleu, lithographie, 38 × 28 cm, Maeght éditeur
Taillis, lithographie, 38 × 28 cm, Maeght éditeur
Champ rouge, lithographie, 47 × 60 cm, Maeght éditeur
Paysage de l'Oise, lithographie, 60 × 47 cm, 75 exemplaires, Maeght éditeur
- 1965

Gaston Puel, Le cinquième château, 2 gravures sur bois de Raoul Ubac, 19,5 × 14,5 cm, 50 exemplaires, La fenêtre ardente
Peter Härtling, Bruchstücke, monotype d'ardoise gravée de Raoul Ubac, Manus Presse, Stuttgart
- 1966

« Raoul Ubac », Derrière le miroir, n°161, texte d'Yves Bonnefoy, 7 lithographies de Raoul Ubac, 38 × 28 cm, Maeght éditeur
Affiche « Ubac, Galerie Maeght », lithographie 66 × 50 cm, Maeght éditeur
Sans titre, 62 × 69,5 cm
Torse, lithographie (galerie Redfern)
Pierre-André Benoit, Vibrant, poème, gravure sur celluloïd de Raoul Ubac, PAB, Alès
- 1967

Paysage aux sillons 1, lithographie, 35 × 120 cm, 75 exemplaires, Maeght éditeur
Paysage aux sillons 2 lithographie, 35 × 120 cm, 75 exemplaires, Maeght éditeur
Paysage aux sillons 4, lithographie, 35 × 120 cm, 75 exemplaires, Maeght éditeur
Paysage aux sillons 5, lithographie, 35 × 120 cm, 75 exemplaires, Maeght éditeur
Paysage aux sillons 6, lithographie, 35 × 120 cm, 75 exemplaires, Maeght éditeur
Paysage aux sillons 7, lithographie, 35 × 120 cm, 75 exemplaires, Maeght éditeur
Paysage aux sillons 8, lithographie, 35 × 120 cm, 75 exemplaires, Maeght éditeur
Paysage aux sillons 10, lithographie, 35 × 120 cm, 75 exemplaires, Maeght éditeur
Affiche « André Frénaud, Vieux pays », Galerie Maeght », Lithographie, 49,5 × 64,5 cm, Maeght éditeur
André Frénaud, Vieux pays  suivi de Campagne, 14 eaux-fortes de Raoul Ubac, Maeght éditeur
Campagne 1, lithographie, 50,5 × 65 cm, 75 exemplaires, Maeght éditeur
Campagne 2, lithographie, 50,5 × 65 cm, 75 exemplaires, Maeght éditeur
Yves Bonnefoy, La poésie française et le principe d'identité, 2 eaux-fortes de Raoul Ubac, 25 × 19 cm, Maeght éditeur
Vera Feyder, Ferrer le Sombre, poèmes, préface d'Alain Bosquet, eau-forte de Raoul Ubac, Éditions Rougerie
- 1968

Affiche « Ubac, Musée national d'art moderne », lithographie, 59 × 46 cm
Robert Crégut, Le trou de la serrure, 7 empreintes d'ardoises gravées et une eau-forte de Raoul Ubac, 37 × 28 cm, 67 exemplaires (175 autres exemplaires ne contiennent qu'une gravure), Le Soleil Noir
Jules Lequier, La dernière page, préface de Jean Grenier, 9 linogravures de Raoul Ubac, éditions Gaston Puel
- 1969

Paul Godard, Respiration, empreinte d'ardoise gravée de Raoul Ubac, 14 × 25 cm, Fata Morgana, Montpellier
- 1970

Affiche « Ubac, Galerie Maeght », lithographie, 65,5 × 50 cm, Maeght éditeur
Raoul Ubac, textes de Jean Bazaine, Yves Bonnefoy, Paul Éluard, André Frénaud, Jean Grenier, Jean Lescure, Georges Limbour, Paul Nougé, Jean Pfeiffer, Michel Ragon, René de Solier, Raoul Ubac et Pierre Volboudt, 25,5 × 28,8 cm, 3 lithographies et une lithographie jointe, 47 × 65 cm, Maeght éditeur
Pour un timbre, lithographie, 66 × 51 cm, 100 exemplaires
Pour un timbre II, lithographie, 65 × 50 cm, 100 exemplaires
Le pommier impudique, Lausanne, Melisa, 3 eaux-fortes et aquatintes, 32 × 40 cm
Pierre Lecuire, Logis de terre, 6 empreintes d'ardoises gravées de Raoul Ubac, 30 × 17 cm, 50 exemplaires et 10 H.C., éditions Pierre Lecuire
Gaston Puel, Oreade, 3 gravures de Raoul Ubac, 12,5 × 16 cm, 50 exemplaires, Le Bouquet (Gaston Puel)
- 1971

Derrière le miroir, n° 195, textes de Claude Esteban et autres, illustrés d'une lithographie originale en couleurs de Raoul Ubac, de 8 lithographies en couleurs de Miro, Calder, Tapies, Ubac, Bury, Riopelle, Joan Gardy-Artigas et Le Yaouanc et de 4 lithographies en noir et blanc de Chillida, Palazuelo, Giacometti et Fiedler, 38 × 28 cm, Maeght éditeur
Jacques Dupin, Proximité du murmure, poèmes, 7 eaux-fortes de Raoul Ubac, 44 × 30 cm, 175 exemplaires, Maeght éditeur
- 1972

Affiche « Ubac, Galerie Maeght », lithographie, 75 × 55 cm, Maeght éditeur
Raoul Ubac, Derrière le miroir, n° 196, textes de Gaëtan Picon et Claude Esteban, 9 lithographies, 38 × 28 cm, Maeght éditeur
Rythme creux, lithographie, 48 × 64,5 cm, Maeght éditeur
Bout du champ, lithographie, 60 × 43 cm, 90 exemplaires, Maeght éditeur
Corps endormi, lithographie, 44 × 65 cm, 90 exemplaires, Maeght éditeur
Rythme rose et gris endormi, 41,5 × 49,5 cm, 90 exemplaires, Maeght éditeur
Sans titre, eau-forte et aquatinte, 65 × 50 cm, 75 exemplaires, Maeght éditeur
Rythme circulaire, lithographie, Maeght éditeur
Rythme rompu, lithographie, 65 × 48 cm, 75 exemplaires, Maeght éditeur
Arbre aux sillons, lithographie, 56 × 75,5 cm
Le mois du cœur, lithographie, 49,5 × 65,2 cm, 75 exemplaires, Maeght éditeur
- 1974

Èvreux, lithographie, 50 × 65 cm
Affiche « Ubac, Zürich » 70,5 × 40 cm
André Frénaud, Mines de rien, petits délires, 11 bois gravés de Raoul Ubac, 13 × 16 cm, 50 exemplaires, Le Bouquet (Gaston Puel)
- 1975

Les fruits I, empreinte d'ardoise gravée, 42 × 65 cm, 15 exemplaires
Sans titre, gravure, 40 × 30 cm,  Paroles Peintes V, éditions O. Lazar- Vernet, Paris
Roger Caillois, Pierres réfléchies, 15 eaux-fortes de Raoul Ubac, 50 × 48 cm, Maeght éditeur
Signe, lithographie, 61 × 42 cm, portfolio édité au profit de la Fondation pour la Recherche en Endocrinologie, 99 exemplaires  et 25 E.A., éditions Michel Vokaer, Bruxelles
Jean-Claude Schneider, A travers la durée, 8 linogravures et 8 empreintes d'ardoises de Raoul Ubac, Éditions Fata Morgana
Bruno de Montalivet, L'herbe déracinée, 4 eaux-fortes de Raoul Ubac, 25,5 × 20 cm, 120 exemplaires, Maeght éditeur
Hugo von Hofmannsthal, La lettre de Lord Chandos , gravure de Raoul Ubac, 25 × 16,5 cm, 80 exemplaires, Atelier Lettera Amorosa
- 1976

Terre brûlée, eau-forte, Maeght éditeur
Affiche « Ratilly », lithographie, 63 × 55 cm, 150 exemplaires
- 1977

Deux labours, lithographie, 47 × 62 cm, Maeght éditeur
Deux labours, lithographie, 56 × 76 cm, Maeght éditeur
Sans titre, lithographie, 28 × 19 cm, Espace poétique et langages plastiques, Les presses de la connaissance, 60 exemplaires, 12 E.A et 14 H.C
- 1978

Voies ferrées I, eau-forte, Maeght éditeur
Composition abstraite II, lithographie, 3 × 19 cm
- 1979

Sans titre, lithographie, 72 × 52 cm, 100 exemplaires
Claude Esteban, Comme un sol plus obscur, 14 empreintes d'ardoises gravées de Raoul Ubac, 42 × 63 cm, 100 exemplaires, éditions Galanis
Salah Stétié, Obscure lampe de cela, 9 bois gravés de Raoul Ubac, Jacques Bremond éditeur
- 1980

Affiche « Ubac, ardoises, empreintes, Galerie Maeght », lithographie original, 57 × 32 cm, Maeght éditeur
Sillon, lithographie, 56 × 76 cm, 75 exemplaires, Maeght éditeur
André Frénaud, Alentour de la montagne, 16 empreintes d'ardoises gravées de Raoul Ubac, 36 × 29 cm, 90 exemplaires, éditions Galanis
- 1981

Silex I, lithographie, 54 × 64 cm, 75 exemplaires, Maeght éditeur
Silex III, lithographie, 56 × 53 cm, 75 exemplaires, Maeght éditeur
Ardoise, lithographie, 50 × 65 cm, 75 exemplaires, Maeght éditeur
- 1982

Empreinte, lithographie, 65 × 50 cm, 75 exemplaires, Maeght éditeur
Tête levée, lithographie, 84 × 68 cm, 75 exemplaires, Maeght éditeur
Stèle tête levée, lithographie, 84 × 68 cm, 75 exemplaires, Maeght éditeur
- 1983

Affiche « Bibliothèque publique d'information, Centre Georges Pompidou », lithographie, 65 × 50 cm
- 1985

Sans titre, empreinte d'ardoise gravée, 27,5 × 40 cm
Julius Balthazar, À l’infini le sable, 2 ardoises gravées de Raoul Ubac, Maeght éditeur